# 中村嘉人
中村 嘉人（なかむら よしひと、昭和4年（1929年）4月18日 - ）は、日本の文筆家。

## 来歴
札幌市在住。道銀文化財団副理事長・堀江オルゴール博物館理事・札幌市民芸術祭実行委員会委員を歴任。
北海道函館市生まれ。旧制函館中学校（現、函館中部高等学校）、旧制弘前高等学校（現、弘前大学）を経て、大阪大学経済学部卒。教師、雑誌の編集者、会社経営者を経て文筆業。

## 著書
- 古い日々：さる日、さる人、さる町の 未来社 1994年 7月
- ロマノフ家のオルゴール 堀江オルゴール館物語 未来社 1994年 2月
- 時代小説百番勝負 筑摩書房 1996年 4月
- 池波正太郎。男の世界  PHP研究所 1997年 10月
- 定年後とこれからの時代 ますます意気盛んな「人生の愉しみ方」とは 長谷川慶太郎共著 青春出版社 1999年 12月
- 経営は人づくりにあり 日立ソフト・成功の秘密 PHP研究所 2002年 3月
- 大衆の心に生きた昭和の画家たち PHP研究所 2007年 3月
- クラシックホテルの物語 郷愁の時を訪ねて エムジー・コーポレーション 2008年 4月
- 人生、70歳からが愉しい 亜璃西社 2010年 12月
- 函館人 言視社 2013年 9月
- いまからでも遅くはない 言視社 2014年 6月
- シニアライフの本音 言視社 2017年 7月

## 参考
- 文藝年鑑2007